# Carcere di Opera
Il carcere di Opera è un carcere italiano, con sede in via Camporgnago 40 a Milano, sebbene la struttura ricada in parte anche nel territorio comunale di Opera (MI).

## Descrizione
Tra le più grandi case di reclusione italiane, il carcere di Opera contiene circa 1.400 detenuti, di cui 1.300 con condanne definitive. Per la complessità gestionale, la pluralità di attività trattamentali e le numerose iniziative rivolte tanto ai detenuti quanto alla comunità esterna, la Casa di Reclusione di Milano "Opera" è considerata uno degli istituti più importanti e sorvegliati di tutto il continente europeo. Ne è testimone il report realizzato dall'Associazione Antigone - Per i diritti e le garanzie nel sistema penale che, sulla base delle visite effettuate dagli osservatori autorizzati dal Ministero della Giustizia, monitora costantemente le condizioni di detenzione che vengono pubblicate nei rapporti annuali, consultabili sul sito.
L'Associazione "Nessuno Tocchi Caino" effettua regolari ingressi presso l'Istituto di Opera e ha realizzato il docufilm "Spes Contra Spem".
Il carcere di Opera ha progressivamente acquisito importanza, all'interno del circuito penitenziario italiano, per svariate ragioni: sono infatti presenti tutte le sezioni tipiche del carcere giudiziario e penale con esclusione del carcere femminile, esistito tuttavia in passato, e di quello minorile. A Opera sono infatti presenti aree dedicate a tutti i regimi e circuiti carcerari speciali esistenti oggi in Italia: 41-bis (introdotto con la legge 10/10/86, n. 663 Archiviato il 15 febbraio 2008 in Internet Archive.) e integrato con un secondo comma, come quanto stabilito dalla legge 7/8/92, n. 356, promulgata a seguito delle cosiddette stragi di Capaci e di via d'Amelio, in cui trovarono la morte i magistrati antimafia Giovanni Falcone e Paolo Borsellino, E.I.V. (elevato indice di vigilanza), A.S. (alta sicurezza).
Il carcere è stato costruito negli anni ottanta ed è famoso per avere ospitato ed ospitare tuttora alcuni tra i maggiori criminali italiani; tra i suoi primati vi è quello di essere il penitenziario con il maggior numero di detenuti nel cosiddetto "carcere duro" determinato dall'articolo 41-bis. A tale risultato si è giunti anche grazie al completamento di un nuovo lotto di 92 celle da destinare all'isolamento totale previsto per i detenuti in questo regime e alla conversione della precedente sezione femminile del carcere nella sezione dedicata al 41-bis.
Opera dispone anche di una struttura esterna alle mura, fatta a cubo, da utilizzare come aula bunker. La costruzione, iniziata nel 1996, risulta ancora incompiuta al 2020.
Nel carcere si trova anche un attrezzato centro clinico con medici e specialisti, infermieri e un piccolo centro dialisi all'avanguardia.

## Detenuti di rilievo
- Marco Furlan
- Nino Giuffrè
- Giuseppe Graviano
- Benedetto Santapaola
- Bernardo Provenzano
- Pietro Maso
- Salvatore Riina
- Roberto Savi
- Francesco Schiavone
- Giuseppe Setola
- Gianfranco Stevanin
- Renato Vallanzasca
- Vincenzo Vinciguerra
- Alfredo Cospito
- Cosimo Di Lauro
- Fabrizio Corona
- Giancarlo Galan
- Guglielmo Gatti
- Lele Mora
- Primo Greganti
- Armando Verdiglione
- Matteo Boe
- Marco Mariolini
- Eros Monterosso delle "Bestie di Satana"
- Graziano Mesina
- Francesco Matrone
- Giovanni Tegano
- Umberto Bellocco
- Giuseppe Morabito
- Gigliola Guerinoni
- Vincenzo Stranieri

## Gruppi e progetti del carcere
Dal 2008, è attivo il progetto Leggere libera-mente, condotto a titolo gratuito dalla dottoressa Barbara Rossi, che coinvolge i detenuti attraverso i libri e la poesia.
Sempre dal 2008, all'interno del carcere di Opera è attivo il Gruppo della Trasgressione, coordinato dal dott. Angelo Aparo; questa realtà è operativa anche a S. Vittore, dal 1997, e a Bollate, dal 2008.
Il gruppo si occupa di favorire percorsi responsabilizzanti attraverso il ponte con l'esterno, è composto da detenuti e liberi cittadini (per la maggioranza studenti) che insieme, attraverso il confronto, cercano di intercettare i meccanismi che portano al crimine per tentare di disinnescarli. Il gruppo ha attivato progetti all'esterno come il Progetto scuole, in cui i detenuti diventano agenti di prevenzione del bullismo e della tossicodipendenza nelle scuole milanesi; o come il Progetto Croce Rossa (attivo da settembre 2015) in cui i detenuti, insieme con i componenti esterni del gruppo, seguono il corso di primo soccorso e, da gennaio 2017, un corso di secondo livello. Tali progetti avvicinano il detenuto alla società, attraverso lo svolgimento di una funzione sociale e sensibilizzano la collettività.
Il Gruppo della Trasgressione, inoltre, porta nei teatri il suo spettacolo "Il Mito di Sisifo", una rivisitazione del mito che affronta varie tematiche, tra cui la sfida alle autorità, il superamento del limite e l'importanza di una pena utile e del percorso introspettivo. Gli attori sono detenuti ed esterni del gruppo, lo spettacolo è all'insegna dell'improvvisazione (esiste solo un canovaccio di questa originale versione del Mito) e prevede un teatro forum che rappresenta un importante momento di confronto e dialogo diretto tra società e carcere. Le altre attività culturali che caratterizzano il gruppo della trasgressione sono i convegni e i concerti della Trsg.band, dove le canzoni di Fabrizio De André accompagnano le riflessioni sulla fecondità dell'imperfezione. Da quando nel 2012 è stata fondata la cooperativa Tragressione.net, il gruppo favorisce il reinserimento dei detenuti anche attraverso attività come la bancarella di "Frutta & Cultura", la consegna di prodotti ortofrutticoli a bar e ristoranti e l'attività di restauro su beni culturali e di piccola manutenzione.
Dal 2009 la compagnia teatrale Opera Liquida lavora all'interno del carcere.
L'associazione realizza opere che partono dai testi dei detenuti stessi con costumi e scenografie realizzati in collaborazione con gli studenti della Nuova Accademia delle Belle Arti (NABA).
Diversi detenuti, al termine della pena, mantengono contatti con la Compagnia; si è formata così una compagnia esterna che, seppure continui a collaborare con quella interna, realizza produzioni in autonomia.